# Taras Bulba
Taras Bulba (rus. "Тарас Бульба") - ruski film redatelja Aleksandra Drankova.

## Radnja
Film je snimljen prema romanu Nikolaja Gogolja "Taras Bulba".

## Uloge
- Anisim Suslov
- L. Manko
- D. Černovskaja

## Vanjske poveznice
- Taras Bulba na Kino Poisk